# Edgar Snow

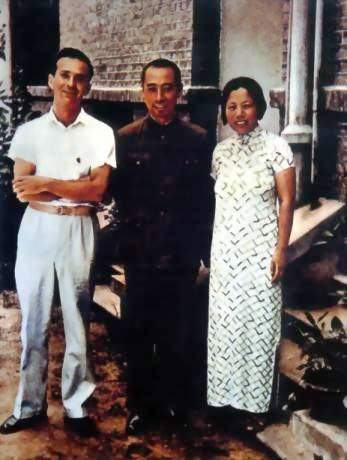
Edgar Snow (links) met Zhou Enlai en zijn vrouw Deng Yingchao omstreeks 1938.

Edgar (Parks) Snow (Kansas City, Missouri, 19 juli 1905 – Genève, 15 februari 1972)  was een Amerikaans journalist en auteur van artikelen en boeken over communistisch China en de Chinese communistische revolutie.
Zijn  bekendste boek is Red star over China, geschreven na een bezoek aan Mao Zedong in 1936 in Yan'an (250 km ten noorden van Xian in de provincie Shaanxi). Dit boek was zeer invloedrijk en beïnvloedde onder anderen de Amerikaanse presidenten Roosevelt en Truman en de algemene Amerikaanse houding voor, tijdens en na de Tweede Wereldoorlog sterk ten positieve van de Chinese communisten en ten nadele van de Kwomintang.

## Werken
- Living China: Modern Chinese Short Stories
- Red Star over China (div. edities, London, New York, 1937-1944)
- The Battle for Asia
- Far Eastern Front
- People on our side. Random House, 1944.
- Stalin Must Have Peace. Random House, 1947.
- China, Russia, and the USA
- Red China Today: The Other Side of the River
- The Long Revolution

- Bibsys: 90079860
- Bibliothèque nationale de France: cb12126885w (data)
- Catàleg d'autoritats de noms i títols de Catalunya: 981058513172506706
- CiNii: DA00259498
- Gemeinsame Normdatei: 118615130
- International Standard Name Identifier: 0000 0001 1054 9716
- Library of Congress Control Number: n50014925
- Nationale Bibliotheek van Letland: 000213797
- Bibliotheek van het Japanse parlement: 00457062
- Nationale Bibliotheek van Tsjechië: jn19990008055
- Nationale bibliotheek van Australië: 35509166
- Nationale Bibliotheek van Israël: 987007463343805171
- Nationale en Universitaire bibliotheek Zagreb: 000062727
- Nederlandse Thesaurus van Auteursnamen: 069064695
- Réseau des bibliothèques de Suisse occidentale: 02-A018612459
- LIBRIS: 225342
- SNAC: w6w094v5
- Système universitaire de documentation: 029701279
- Trove: 978867
- Virtual International Authority File: 36951604
- WorldCat: E39PBJdcyF6MHyVtKXw7PdyKh3